# Poema sobre el desastre de Lisboa
El Poema sobre el desastre de Lisboa (en francés: Poème sud le désastre de Lisbonne) és un poema escrit per Voltaire (François-Marie Arouet) com a resposta al terratrèmol de Lisboa del 1755. Se sol considerar una introducció a la seua novel·la Càndid o l'optimisme del 1759 i del seu punt de vista sobre el problema del mal. El poema fou compost al desembre del 1755 i publicat l'any següent. És un dels atacs literaris més crus a l'optimisme.

## Rerefons

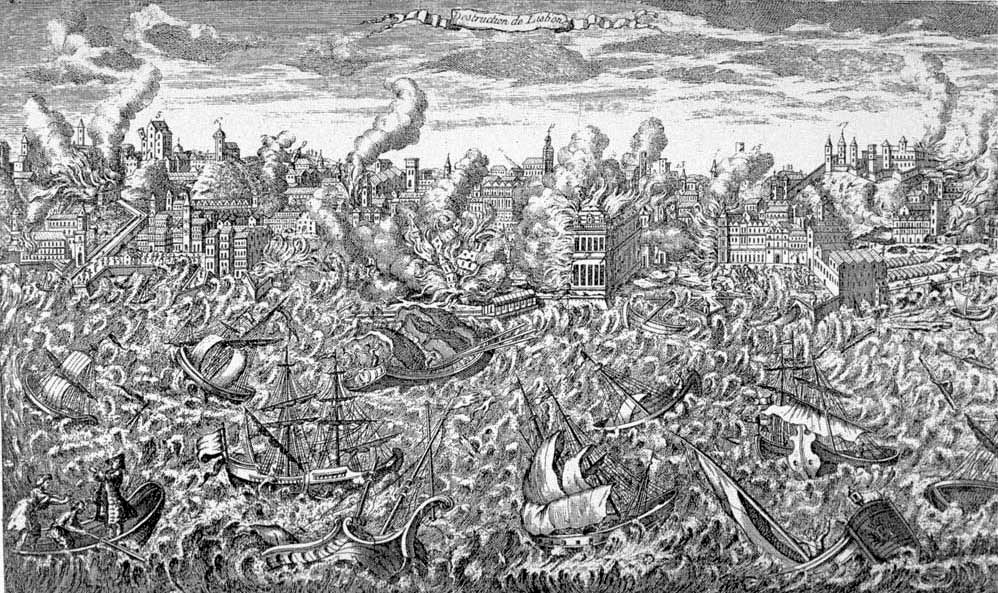
Gravat en coure del 1755 que mostra Lisboa en flames i un tsunami destrossant els vaixells al port

El terratrèmol de l'1 de novembre del 1755 arrasà per complet Lisboa. La ciutat restà en ruïnes i van morir entre 30.000 i 50.000 persones. Fou un dels terratrèmols més destructius de la història, i tingué un efecte important en la consciència cultural de gran part d'Europa. Voltaire fou un dels molts intel·lectuals que es veieren profundament afectats pel desastre. Va reaccionar immediatament en una carta a Jean Robert Tronchin: “Cent mil formigues, el nostre veí, sobtadament aixafades en el nostre formiguer. […] Quin trist joc d'atzar és el joc de la vida humana! Què diran els predicadors, sobretot resta en peus el palau de la Inquisició?»
L'erudit Gottfried Wilhelm Leibniz i el poeta Alexander Pope eren famosos pel seu sistema de pensament conegut com a optimisme filosòfic en un intent de reconciliar un Déu cristià amorós amb l'aparent indiferència de la natura en desastres com el de Lisboa. La frase "el que és, és correcte" encunyada per Alexander Pope en el seu <i>Assaig sobre l'ésser humà</i>, i l'afirmació de Leibniz que vivim en el millor dels mons possibles, provocaren el menyspreu de Voltaire. Va criticar el que percebia com un discurs buit que només servia per a degradar la humanitat i, en darrer terme, conduïa al fatalisme. Theodor Adorno hi va escriure: «el terratrèmol de Lisboa fou prou per a curar a Voltaire de la teodicea de Leibniz».

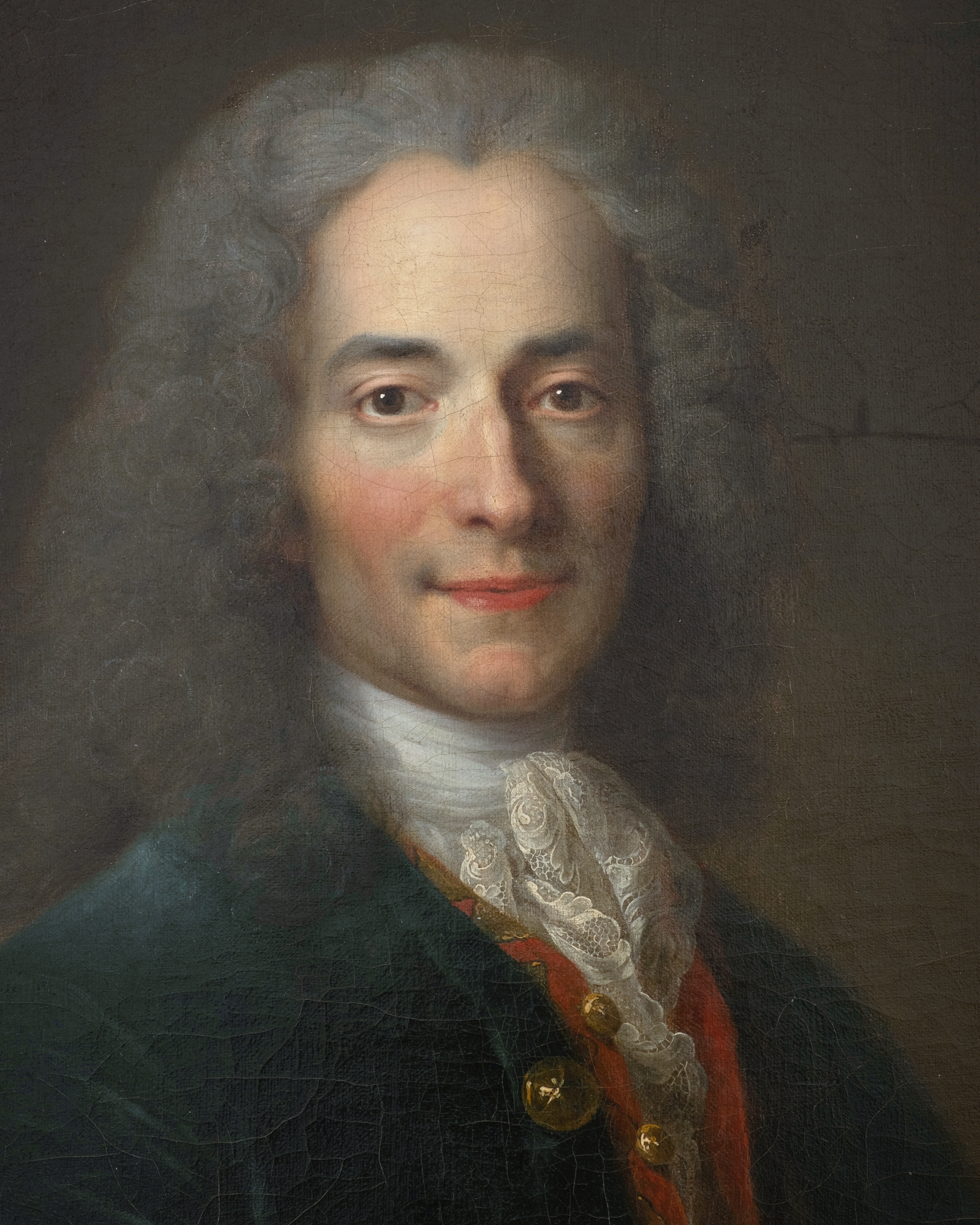
François-Marie Arouet (1694-1778), conegut com a Voltaire, escriptor i filòsof de la Il·lustració

El terratrèmol reforçà encara més el pessimisme i deisme filosòfic de Voltaire. Per la prevalença del mal, argumentava, no pot existir una deïtat amorosa i benèvola que intervinga en els afers humans per a recompensar els virtuosos i castigar els culpables. En canvi, afirmà que el desastre revelava la naturalesa abjecta i ignorant de la humanitat. Per a Voltaire, la gent podia esperar un estat més feliç, però esperar més era contrari a la raó.

## Edició i estructura
Una primera edició no autoritzada n'aparegué a París a març del 1756, seguida d'altres a Londres, Amsterdam i Ginebra. La primera edició impresa amb el vistiplau de Voltaire va aparéixer amb Cramer a març del 1756. Mentrestant, Voltaire en modificà el text per a fer-lo menys ofensiu i hi va afegir notes i un prefaci. La versió final té 234 versos, mentre que el primer manuscrit tenia 1.364. El volum publicat també inclou el Poème sur la loi naturelle (Poema sobre la llei natural).
Com molts dels poemes de Voltaire, l'obra consta de cobles rimades en progressió contínua, sense estrofes. També va incloure notes a peu de pàgina aclarint termes com ara cadena universal i naturalesa humana.

## Resum
David Adams i Haydn T. Mason van identificar-hi una estructura de 21 apartats:
1. Crit d'angoixa i evocació de la destrucció de Lisboa (versos 1-12)
2. Rebuig de les explicacions del patiment per part dels filòsofs optimistes (versos 13-26)
3. L'ésser humà només pot ser sensible a les conseqüències d'aquesta catàstrofe (versos 27-34)
4. Rebuig de la idea que el rebuig del sofriment és una manifestació de l'orgull humà (versos 35-41)
5. Dir que tot és bo i necessari posa límits al poder de Déu (versos 42-44)
6. No podria Déu haver portat aquest desastre on no podria fer mal? (versos 45-55)
7. No és consol dir, com els optimistes, que aquests patiments poden beneficiar altres (versos 56-73)
8. Déu és lliure en les seues accions, però per què permet el sofriment? ? (versos 74-80)
9. A diferència dels objectes inanimats, els humans pateixen els efectes de la llei divina (versos 81-96)
10. Els consols que ofereixen els optimistes són falsos i hipòcrites (versos 97-104)
11. El món està ple de sofriment i horror, les espècies es devoren les unes a les altres (versos 105-118)
12. Llavors, per què els optimistes consideren que el patiment individual contribueix a la felicitat general? ? (versos 119-130)
13. Els intents d'entendre per què un Déu d'amor pot infligir dolor no duen enlloc (versos 131-148)
14. O l'univers creat per Déu obeeix les seues lleis i el patiment n'és el resultat; o la creació és imperfecta (versos 149-154)
15. Si aquest món és un pas a la vida eterna, que ens garanteix que allí trobarem la felicitat? (versos 155-160)
16. La natura no dona explicació al nostre patiment (versos 161-163)
17. Déu ha d'explicar les seues accions perquè els humans, sobretot els que adopten els punts de vista de Leibniz, no poden entendre'ls (versos 164-176)
18. Tot i que, com afirma Plató, l'ésser humà va tenir una vegada una edat d'or, ja no existeix pas, i el patiment és ara el nostre destí (versos 177-190)
19. L'escepticisme de Pierre Bayle és preferible a qualsevol sistema, ja que no podem entendre el propòsit de l'existència humana (versos 191-200)
20. Hem d'acceptar tant el triomf de la raó humana com la misèria associada a la nostra condició (versos 201-217)
21. No tenim més remei, tanmateix, que mantenir l'esperança (versos 218-234)

## Tema i interpretació

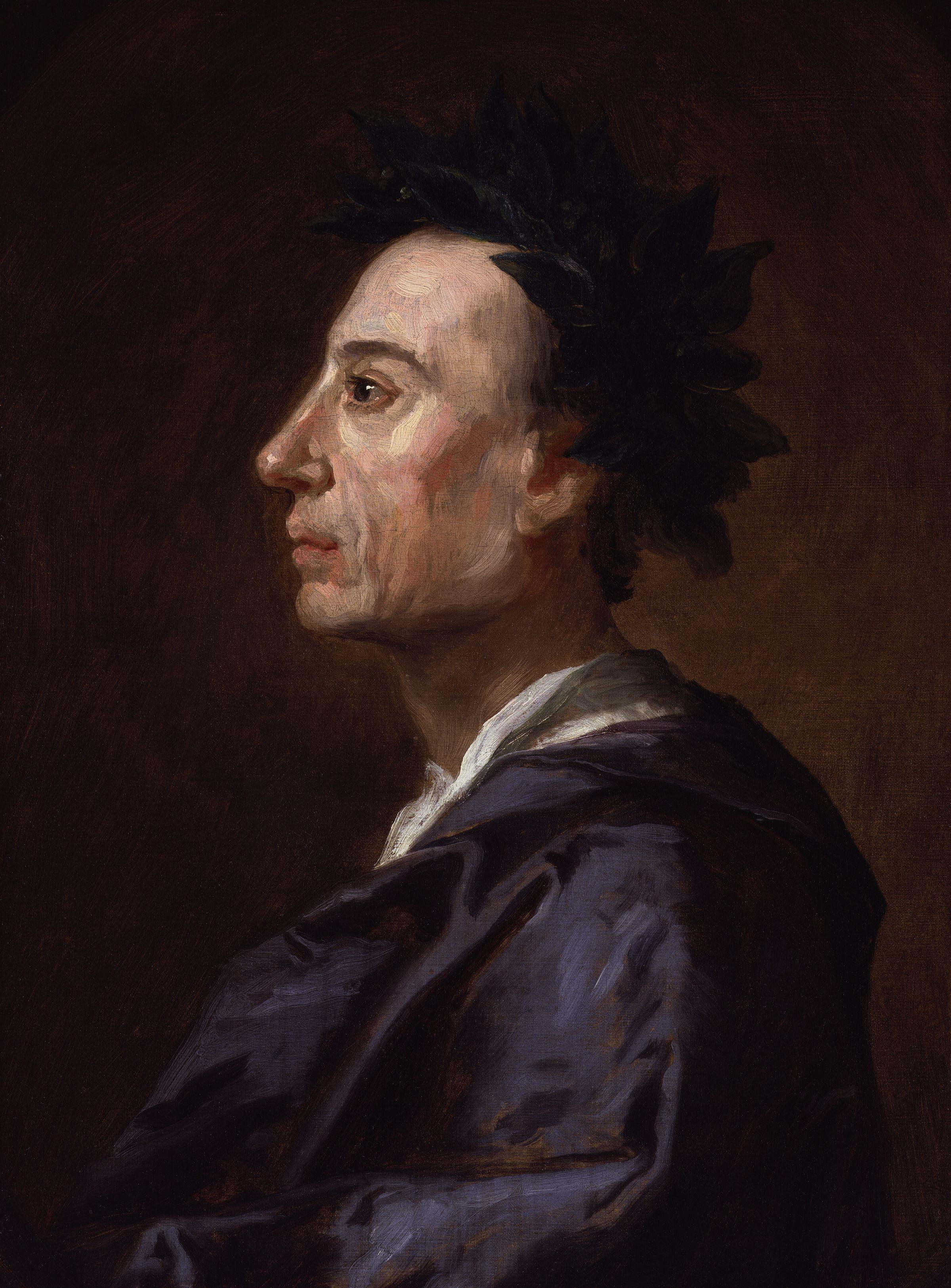
Alexander Pope fou un objectiu del poema com a resultat de la seua declaració "El que és, és correcte"

A diferència de la sàtira alegre de Càndid o l'optimisme, el Poema sobre el desastre de Lisboa mostra un to compassiu, fosc i solemne.
En el prefaci, Voltaire fa objeccions a l'optimisme filosòfic:
"Si és veritat, van dir, que tot el que és, és correcte, se segueix que la naturalesa humana no està decaiguda.
Si l'ordre de les coses exigeix que tot siga com és, llavors la naturalesa humana no ha estat corrompuda, i per tant no li cal un Redemptor.
[…] si les misèries dels individus no són més que el subproducte d'aquest ordre general i necessari, aleshores no som més que engranatges que serveixen per a mantenir en moviment la gran màquina; no som més preciosos als ulls de Déu que els animals que ens devoren."
Argumentant per reductio ad absurdum, Voltaire estudia la contradicció immanent en l'adagi el que existeix és correcte. Ja que si això fos cert, llavors la naturalesa humana no seria pecaminosa i la salvació hi seria innecessària.
Ell [Bayle] diu que només la revelació pot deslligar el gran nus que els
filòsofs han aconseguit d'embullar encara més, que sols l'esperança de la nostra existència contínua en un estat futur pot consolar-nos de les desgràcies actuals; que la bondat de la provisió és l'únic santuari en què l'ésser humà pot refugiar-se en aquest eclipsi general de la seua raó, i enmig de les calamitats a què s'exposa la seua naturalesa feble i fràgil.
Voltaire admira tant Bayle, que era escèptic, com Locke, que era empirista. En les seues notes a peu de pàgina, debat l'evidència de les deficiències cognitives de la humanitat, perquè la ment humana obté tot el coneixement de l'experiència, i no pot pas donar-nos una idea del que la va precedir, ni del que la segueix, ni del que la sosté en el moment actual.
En aquest poema, afligit per la misèria provocada pel terratrèmol i qüestionant si un Déu just i compassiu castigaria els pecats amb tal crueltat, Voltaire argumenta que Déu totpoderós, segons la hipòtesi de Leibniz i Pope, podria haver evitat el patiment innocent dels pecadors, reduint l'escala de destrucció, o anunciat el seu propòsit de purificar la humanitat.
I pots llavors imputar un acte pecaminós
als xiquets que sagnen en el si de les  mares?
Hi havia més vici en la caiguda Lisboa,
que a París, on abunden les alegries voluptuoses?
Hi havia menys llibertinatge conegut a Londres,
on l'opulència luxosa ocupa el tron?
Rebutjà l'acusació que l'egoisme i l'orgull li havien fet rebel·lar-se contra el patiment:
Quan la terra m'òbriga el cos per a sepultar-lo,
justament em podré queixar de tal fatalitat.
En aquest poema, Voltaire refusa la creença en la provisió perquè la considera impossible de defensar: pensa que els éssers vius semblen condemnats a viure en un món cruel. Voltaire opina que l'ésser humà és feble, ignorant i està condemnat a patir tota la vida. No existeix un sistema o missatge diví com a guia, i Déu no es capfica pels éssers humans ni es comunica amb ells.
Ens elevem en pensament al tron celestial,
Però la nostra naturalesa continua sent desconeguda.
Tant fa la complexitat, profunditat o sofisticació dels sistemes filosòfics i teològics, Voltaire conclou que els orígens humans continuen sent desconeguts.
Cel, mira els nostres sofriments amb llàstima.
Està bé, respons, la causa eterna
regeix no per lleis parcials, sinó per generals.
Aquests versos es refereixen a la refutació comuna dels optimistes de l'època al problema del mal. Tot i que la presència del mal al món és palesa, els éssers humans no poden pas entendre els motius de Déu. El patiment en el terratrèmol de Lisboa hauria jugat un paper per al bé millor en un altre lloc.
En aquest espantós caos, però, compondries
una joia general dels problemes dels individus?
Oh, joia sense valor! a la vista de la raó ferida,
amb veu entretallada crides: El que és, és correcte?
Voltaire crida l'atenció sobre l'afirmació feta per Alexander Pope en l'<i>Assaig sobre l'ésser humà</i> que "El que és, és correcte". Aquests versos contradiuen l'optimisme de Pope (i més tard de Leibniz):
Però, com concebre un Déu, la font de l'amor
que sobre l'ésser humà prodigà benediccions des del cel?
Llavors la carrera amb plagues confondria.
Poden els mortals penetrar profundament en els seus punts de vista?
El mal no podria sorgir d'un ésser perfecte
ni d'un altre, ja que Déu és rei sobirà;
I això no obstant, trista veritat! en aquest món nostre es troba.
Quines contradiccions confonen ací la meua ànima!
Voltaire pren una visió pessimista de l'existència del mal i subratlla la ignorància de l'ésser humà:
Misteris com aquests no pot penetrar l'ésser humà,
amagat a la seua vista roman el llibre del destí.

## Crítica
Amb la seua obra, Voltaire critica figures religioses i filòsofs com els optimistes Alexander Pope i Gottfried Wilhelm Leibniz, i recolza les opinions de l'escèptic Pierre Bayle i l'empirista John Locke. Voltaire fou, al seu torn, criticat pel filòsof Jean-Jacques Rousseau. Rousseau havia rebut per correu una còpia del poema de Voltaire, que va rebre - al seu torn- una carta amb la crítica de Rousseau el 18 d'agost del 1756. Rousseau critica a Voltaire per tractar d'aplicar la ciència a qüestions espirituals i argumenta que el mal és necessari per a l'existència de l'univers i que els mals particulars formen el bé general. Rousseau dona a entendre que Voltaire havia de renunciar al concepte de provisió o concloure que és, en darrer terme, beneficiosa. Rousseau estava convençut que Voltaire havia escrit Càndid com una refutació de l'argument que li havia fet.